# Seznam medailistů na mistrovství světa v klasickém lyžování – severská kombinace muži
Seznam medailistů na mistrovství světa v klasickém lyžování – severská kombinace muži uvádí přehled závodníků, kteří získali medaile v soutěžních disciplínách jednotlivců nebo družstev v severské kombinaci na mistrovstvích světa v klasickém lyžování.

## Střední můstek + 10 km
| Soutěž                 | Zlato                | Stříbro             | Bronz               |
| 1925 Janské Lázně      | Otakar Německý       | Josef Adolf         | Xaver Affentranger  |
| 1926 Lahti             | Johan Grøttumsbråten | Thorleif Haug       | Einar Landvik       |
| 1927 Cortina d'Ampezzo | Rudolf Burkert       | Otakar Německý      | František Wende     |
| 1929 Zakopane          | Hans Vinjarengen     | Ole Stenen          | Esko Järvinen       |
| 1930 Oslo              | Hans Vinjarengen     | Leif Skagnæs        | Knut Lunde          |
| 1931 Oberhof           | Johan Grøttumsbråten | Sverre Kolterud     | Arne Rustadstuen    |
| 1933 Innsbruck         | Sven Eriksson        | Antonín Bartoň      | Harald Bosio        |
| 1934 Sollefteå         | Oddbjørn Hagen       | Sverre Kolterud     | Hans Vinjarengen    |
| 1935 Vysoké Tatry      | Oddbjørn Hagen       | Lauri Valonen       | Willy Bogner        |
| 1937 Chamonix          | Sigurd Røen          | Rolf Kaarby         | Aarne Valkama       |
| 1938 Lahti             | Olaf Hoffsbakken     | John Westbergh      | Hans Vinjarengen    |
| 1939 Zakopane          | Gustl Berauer        | Gustaf Adolf Sellin | Magnar Fosseide     |
| 1950 Lake Placid       | Heikki Hasu          | Ottar Gjermundshaug | Simon Slåttvik      |
| 1954 Falun             | Sverre Stenersen     | Gunder Gundersen    | Kjetil Mårdalen     |
| 1958 Lahti             | Paavo Korhonen       | Sverre Stenersen    | Gunder Gundersen    |
| 1962 Zakopane          | Arne Larsen          | Dmitry Kochkin      | Ole Henrik Fagerås  |
| 1966 Oslo              | Georg Thoma          | Franz Keller        | Alois Kälin         |
| 1970 Vysoké Tatry      | Ladislav Rygl        | Nikolay Nogovitsyn  | Vyacheslav Dryagin  |
| 1974 Falun             | Ulrich Wehling       | Günther Deckert     | Stefan Hula         |
| 1978 Lahti             | Konrad Winkler       | Rauno Miettinen     | Ulrich Wehling      |
| 1982 Oslo              | Tom Sandberg         | Konrad Winkler      | Uwe Dotzauer        |
| 1985 Seefeld           | Hermann Weinbuch     | Geir Andersen       | Jouko Karjalainen   |
| 1987 Oberstdorf        | Torbjørn Løkken      | Trond-Arne Bredesen | Hermann Weinbuch    |
| 1989 Lahti             | Trond Einar Elden    | Andrey Dundukov     | Trond-Arne Bredesen |
| 1991 Val di Fiemme     | Fred Børre Lundberg  | Klaus Sulzenbacher  | Klaus Ofner         |
| 1993 Falun             | Kenji Ogiwara        | Knut Tore Apeland   | Trond Einar Elden   |
| 1995 Thunder Bay       | Fred Børre Lundberg  | Jari Mantila        | Sylvain Guillaume   |
| 1997 Trondheim         | Kenji Ogiwara        | Bjarte Engen Vik    | Fabrice Guy         |
| 1999 Ramsau            | Bjarte Engen Vik     | Samppa Lajunen      | Dmitry Sinitzyn     |
| 2001 Lahti             | Bjarte Engen Vik     | Samppa Lajunen      | Felix Gottwald      |
| 2003 Val di Fiemme     | Ronny Ackermann      | Felix Gottwald      | Samppa Lajunen      |
| 2005 Oberstdorf        | Ronny Ackermann      | Björn Kircheisen    | Felix Gottwald      |
| 2007 Sapporo           | Ronny Ackermann      | Bill Demong         | Anssi Koivuranta    |
| 2009 Liberec           | Todd Lodwick         | Jan Schmid          | Bill Demong         |
| 2011 Oslo              | Eric Frenzel         | Tino Edelmann       | Felix Gottwald      |
| 2013 Val di Fiemme     | Jason Lamy-Chappuis  | Mario Stecher       | Björn Kircheisen    |
| 2015 Falun             | Johannes Rydzek      | Alessandro Pittin   | Jason Lamy-Chappuis |
| 2017 Lahti             | Johannes Rydzek      | Eric Frenzel        | Björn Kircheisen    |
| 2019 Seefeld           | Jarl Magnus Riiber   | Bernhard Gruber     | Akito Watabe        |
| 2021 Oberstdorf        | Jarl Magnus Riiber   | Ilkka Herola        | Jens Lurås Oftebro  |
| 2023 Planica           | Jarl Magnus Riiber   | Julian Schmid       | Franz-Josef Rehrl   |
| 2025 Trondheim         | Jarl Magnus Riiber   | Jens Lurås Oftebro  | Vinzenz Geiger      |

## Velký můstek + 4 x 5 km (družstvo)
| Soutěž                       | Zlato                                                                | Stříbro                                                                                          | Bronz                                                             |
| Velký můstek + běh 3 x 10 km |                                                                      |                                                                                                  |                                                                   |
| 1982 Oslo                    | Uwe Dotzauer Günther Schmieder Konrad Winkler                        | Jouko Karjalainen Rauno Miettinen Jorma Etelälahti Hallstein Bøgseth Espen Andersen Tom Sandberg | (Neudělena)                                                       |
| 1984 Rovaniemi               | Tom Sandberg Hallstein Bøgseth Geir Andersen                         | Rauno Miettinen Jukka Ylipulli Jouko Karjalainen                                                 | Alexander Prosvirnin Alexander Mayorov Ildar Garifullin           |
| 1985 Seefeld                 | Thomas Müller Hubert Schwarz Hermann Weinbuch                        | Geir Andersen Espen Andersen Hallstein Bøgseth                                                   | Jyri Pelkonen Jukka Ylipulli Jouko Karjalainen                    |
| 1987 Oberstdorf              | Hermann Weinbuch Hans-Peter Pohl Thomas Müller                       | Hallstein Bøgseth Trond-Arne Bredesen Torbjørn Løkken                                            | Sergey Chervyakov Andrey Dundukov Allar Levandi                   |
| 1989 Lahti                   | Trond Einar Elden Trond-Arne Bredesen Bård Jørgen Elden              | Andreas Schaad Hippolyt Kempf Fredy Glanzmann                                                    | Ralph Leonhardt Bernd Blechschmidt Thomas Abratis                 |
| 1991 Val di Fiemme           | Günther Csar Klaus Ofner Klaus Sulzenbacher                          | Francis Repellin Xavier Girard Fabrice Guy                                                       | Reiichi Mikata Masashi Abe Kazuoki Kodama                         |
| 1993 Falun                   | Takanori Kono Masashi Abe Kenji Ogiwara                              | Trond Einar Elden Knut Tore Apeland Fred Børre Lundberg                                          | Thomas Dufter Jens Deimel Hans-Peter Pohl                         |
| Velký můstek + běh 4 x 5 km  |                                                                      |                                                                                                  |                                                                   |
| 1995 Thunder Bay             | Masashi Abe Tsugiharu Ogiwara Kenji Ogiwara Takanori Kono            | Halldor Skard Bjarte Engen Vik Knut Tore Apeland Fred Børre Lundberg                             | Markus Wüst Armin Krugel Stefan Wittwer Jean-Yves Cuendet         |
| 1997 Trondheim               | Halldor Skard Bjarte Engen Vik Knut Tore Apeland Fred Børre Lundberg | Jari Mantila Tapio Nurmela Samppa Lajunen Hannu Manninen                                         | Christophe Eugen Felix Gottwald Mario Stecher Robert Stadelmann   |
| 1999 Ramsau                  | Hannu Manninen Tapio Nurmela Jari Mantila Samppa Lajunen             | Fred Børre Lundberg Trond Einar Elden Bjarte Engen Vik Kenneth Braaten                           | Nikolay Parfyonov Alexey Fadeyev Valeri Stolyarov Dmitry Sinitzyn |
| 2001 Lahti                   | Kenneth Braaten Sverre Rotevatn Bjarte Engen Vik Kristian Hammer     | Christophe Eugen Mario Stecher David Kreiner Felix Gottwald                                      | Jari Mantila Hannu Manninen Jaakko Tallus Samppa Lajunen          |
| 2003 Val di Fiemme           | Michael Gruber Wilhelm Denifl Christoph Bieler Felix Gottwald        | Thorsten Schmitt Georg Hettich Björn Kircheisen Ronny Ackermann                                  | Hannu Manninen Jouni Kaitainen Jaakko Tallus Samppa Lajunen       |
| 2005 Oberstdorf              | Petter Tande Håvard Klemetsen Magnus Moan Kristian Hammer            | Sebastian Haseney Georg Hettich Björn Kircheisen Ronny Ackermann                                 | Michael Gruber Christoph Bieler David Kreiner Felix Gottwald      |
| 2007 Sapporo                 | Anssi Koivuranta Janne Ryynänen Jaakko Tallus Hannu Manninen         | Sebastian Haseney Ronny Ackermann Tino Edelmann Björn Kircheisen                                 | Håvard Klemetsen Espen Rian Petter Tande Magnus Moan              |
| 2009 Liberec                 | Yūsuke Minato Taihei Kato Akito Watabe Norihito Kobayashi            | Ronny Ackermann Eric Frenzel Björn Kircheisen Tino Edelmann                                      | Mikko Kokslien Petter Tande Jan Schmid Magnus Moan                |
| 2011 Oslo                    | Bernhard Gruber David Kreiner Felix Gottwald Mario Stecher           | Johannes Rydzek Björn Kircheisen Eric Frenzel Tino Edelmann                                      | Mikko Kokslien Håvard Klemetsen Jan Schmid Magnus Moan            |
| není již na programu MS      |                                                                      |                                                                                                  |                                                                   |

## Velký můstek + 10 km
| Soutěž             | Zlato               | Stříbro            | Bronz               |
| 1999 Ramsau        | Bjarte Engen Vik    | Mario Stecher      | Kenji Ogiwara       |
| 2001 Lahti         | Marco Baacke        | Samppa Lajunen     | Ronny Ackermann     |
| 2003 Val di Fiemme | Johnny Spillane     | Ronny Ackermann    | Felix Gottwald      |
| 2005 Oberstdorf    | Ronny Ackermann     | Magnus Moan        | Kristian Hammer     |
| 2007 Sapporo       | Hannu Manninen      | Magnus Moan        | Björn Kircheisen    |
| 2009 Liberec       | Bill Demong         | Björn Kircheisen   | Jason Lamy-Chappuis |
| 2011 Oslo          | Jason Lamy-Chappuis | Johannes Rydzek    | Eric Frenzel        |
| 2013 Val di Fiemme | Eric Frenzel        | Bernhard Gruber    | Jason Lamy-Chappuis |
| 2015 Falun         | Bernhard Gruber     | Francois Braud     | Johannes Rydzek     |
| 2017 Lahti         | Johannes Rydzek     | Akito Watabe       | François Braud      |
| 2019 Seefeld       | Eric Frenzel        | Jan Schmid         | Franz-Josef Rehrl   |
| 2021 Oberstdorf    | Johannes Lamparter  | Jarl Magnus Riiber | Akito Watabe        |
| 2023 Planica       | Jarl Magnus Riiber  | Jens Lurås Oftebro | Johannes Lamparter  |
| 2025 Trondheim     | Jarl Magnus Riiber  | Jørgen Graabak     | Vinzenz Geiger      |

## 10 km hromadný start
| Soutěž       | Zlato        | Stříbro       | Bronz               |
| 2009 Liberec | Todd Lodwick | Tino Edelmann | Jason Lamy-Chappuis |

## Družstva

### Střední můstek + 4 x 5 km
| Soutěž             | Zlato                                                                | Stříbro                                                          | Bronz                                                                |
| 2011 Oslo          | David Kreiner Bernhard Gruber Felix Gottwald Mario Stecher           | Johannes Rydzek Björn Kircheisen Tino Edelmann Eric Frenzel      | Jan Schmid Magnus Moan Mikko Kokslien Håvard Klemetsen               |
| 2013 Val di Fiemme | François Braud Maxime Laheurte Sébastien Lacroix Jason Lamy-Chappuis | Jørgen Graabak Håvard Klemetsen Magnus Krog Magnus Moan          | Taylor Fletcher Bryan Fletcher Todd Lodwick Bill Demong              |
| 2015 Falun         | Tino Edelmann Eric Frenzel Fabian Rießle Johannes Rydzek             | Magnus Moan Håvard Klemetsen Mikko Kokslien Jørgen Graabak       | François Braud Maxime Laheurte Sébastien Lacroix Jason Lamy-Chappuis |
| 2017 Lahti         | Björn Kircheisen Eric Frenzel Fabian Rießle Johannes Rydzek          | Magnus Moan Mikko Kokslien Magnus Krog Jørgen Graabak            | Bernhard Gruber Mario Seidl Philipp Orter Paul Gerstgraser           |
| 2019 Seefeld       | Espen Bjørnstad Jan Schmid Jørgen Graabak Jarl Magnus Riiber         | Johannes Rydzek Eric Frenzel Fabian Rießle Vinzenz Geiger        | Bernhard Gruber Mario Seidl Franz-Josef Rehrl Lukas Klapfer          |
| 2021 Oberstdorf    | Espen Bjørnstad Jørgen Graabak Jens Lurås Oftebro Jarl Magnus Riiber | Terence Weber Fabian Rießle Eric Frenzel Vinzenz Geiger          | Johannes Lamparter Lukas Klapfer Mario Seidl Lukas Greiderer         |
| 2023 Planica       | Espen Andersen Jens Lurås Oftebro Jørgen Graabak Jarl Magnus Riiber  | Eric Frenzel Vinzenz Geiger Johannes Rydzek Julian Schmid        | Martin Fritz Lukas Greiderer Stefan Rettenegger Johannes Lamparter   |
| 2025 Trondheim     | Johannes Rydzek Wendelin Thannheimer Julian Schmid Vinzenz Geiger    | Johannes Lamparter Franz-Josef Rehrl Martin Fritz Fabio Obermeyr | Simen Tiller Jørgen Graabak Jens Lurås Oftebro Jarl Magnus Riiber    |

### Velký můstek + 2 x 7,5 km
Od roku 2013.

| Soutěž                  | Zlato                                 | Stříbro                           | Bronz                             |
| 2013 Val di Fiemme      | Sébastien Lacroix Jason Lamy-Chappuis | Wilhelm Denifl Bernhard Gruber    | Tino Edelmann Eric Frenzel        |
| 2015 Falun              | François Braud Jason Lamy-Chappuis    | Eric Frenzel Johannes Rydzek      | Magnus Moan Håvard Klemetsen      |
| 2017 Lahti              | Eric Frenzel Johannes Rydzek          | Magnus Krog Magnus Moan           | Yoshito Watabe Akito Watabe       |
| 2019 Seefeld            | Eric Frenzel Fabian Rießle            | Jan Schmid Jarl Magnus Riiber     | Franz-Josef Rehrl Bernhard Gruber |
| 2021 Oberstdorf         | Johannes Lamparter Lukas Greiderer    | Espen Andersen Jarl Magnus Riiber | Fabian Rießle Eric Frenzel        |
| není již na programu MS |                                       |                                   |                                   |